# Lauren German
Lauren Christine German (sinh ngày 29 tháng 11 năm 1978) là một nữ diễn viên người Mỹ. Cô nhận vai diễn chính thức đầu tiên trong bộ phim tình cảm A Walk to Remember (2002), tiếp đến là bộ phim kinh dị  The Texas Chainsaw Massacre (2003) và  Hostel: Part II (2007). Sau đó, German vào vai Đặc vụ Lori Weston trong series phim cảnh sát Hawaii Five-0 thuộc nhà đài CBS và cô đã tỏa sáng khi đóng vai Leslie Shay trong drama Chicago Fire . Trong năm 2016, cô làm thám tử Chloe Decker cho đài Fox trong bộ phim truyền hình hài-viễn tưởng Lucifer 

## Tuổi thơ
German sinh ra tại Huntington Beach, California. Bố của cô là một bác sĩ phẫu thuật mạch máu. Cô học tại Los Alamitos High School và Orange County High School of the Arts. Sau đó, cô trở thành sinh viên tại trường đại học University of Southern California chuyên ngành nhân học.

## Sự nghiệp
German khởi nghiệp sân khấu qua hai vở kịch Peter Pan và Oliver. Năm 2000, cô ra mắt công chúng với vai diễn nhỏ- một người phụ nữ yêu say đắm trong bộ phim  Down to You.

Năm 2002, German cùng đóng vai chính trong bộ phim tình cảm A Walk to Remember với Shane West và Mandy Moore. Bộ phim dựa trên cuốn tiểu thuyết cùng tên xuất bản năm 1999 của tác giả Nicholas Sparks. Cô đóng vai Belinda, người bị Landon Carter (West) nói lời chia tay. Sau đó cô xuất hiện trong bộ phim tội phạm-kinh dị Dead Above Ground, drama A Midsummer Night’s Rave và bộ phim truyền hình The Lone Ranger trong đó, cô diễn cả hai vai lớn và nhỏ . Đến năm 2003, cô thử vai diễn trong bộ phim kinh dị The Texas Chainsaw Massacre, được làm lại từ phiên bản năm 1974 nhưng cuối cùng, vai diễn lại thuộc về Jessica Biel.
German là nhân vật thứ chính trong drama tội phạm Born Killers (2005), Rx (2005), bộ phim hài tình cảm Standing Still (2005), drama It Is Fine! Everything Is Fine. (2007) và drama tiểu sử-nhạc kịch  What We Do Is Secret. Sau khi vào vai tay trống của Germs và ca sĩ Belinda Carlisle của The Go-Go, cô đóng phim kinh dị Hostel: Part II, đạo diễn bởi Quentin Tarantino.Nữ diễn viên đóng vai chính trong bộ phim về ngày tận thế của đạo diễn người Pháp The Divide. German vào vai đặc vụ Lori Weston trong phim Hawaii Five-0 thuộc nhà đài CBS từ năm 2011-2012. Cô nhận lời mời từ đài NBC đóng phim  Chicago Fire diễn vai Leslie Shay, một trong những nhân viên cứu thương vào năm 2012-2014.
Năm 2016, German cùng đóng vai chính với Tom Ellis trong bộ phim hài viễn tưởng Lucifer. Nhân vật của cô là Chloe Decker, một thám tử điều tra tội phạm phát hiện bản thân cự tuyệt trước sự quyến rũ của Lucifer (Ellis).  Series phim khởi chiếu từ ngày 25 tháng 1 năm 2016 thuộc đài Fox, dựa trên bộ truyện tranh cùng tên của hãng DC 

## Vai diễn
| Năm  | Tên phim                        | Vai diễn                 |  |
| ---- | ------------------------------- | ------------------------ |  |
| 2000 | Down to You                     | Người phụ nữ điên tình   |  |
| 2002 | A Walk to Remember              | Belinda                  |  |
| 2002 | Dead Above Ground               | Darcy Peters             |  |
| 2002 | A Midsummer Night's Rave        | Elena                    |  |
| 2003 | The Texas Chainsaw Massacre     | Cô gái ở tuổi thiếu niên |  |
| 2005 | Rx                              | Melissa                  |  |
| 2005 | Standing Still                  | Jennifer                 |  |
| 2005 | Born Killers                    | Gertle                   |  |
| 2007 | It Is Fine! Everything Is Fine. | Ruth                     |  |
| 2007 | Spin                            | Cassie                   |  |
| 2007 | Love and Mary                   | Mary                     |  |
| 2007 | Hostel: Part II                 | Beth                     |  |
| 2007 | What We Do Is Secret            | Belinda                  |  |
| 2008 | Mating Dance                    | Abby                     |  |
| 2009 | Made for Each Other             | Catherine                |  |
| 2009 | Dark Country                    | Gina                     |  |
| 2012 | The Divide                      | Eva                      |  |

| Năm       | Tên phim            | Vai diễn             | Chú thích                                |
| --------- | ------------------- | -------------------- | ---------------------------------------- |
| 2000      | Undressed           | Kimmy                | TV series                                |
| 2001      | Shotgun Love Dolls  | Beth                 | TV movie                                 |
| 2001      | 7th Heaven          | Marie                | Episode: "Apologize"                     |
| 2002      | Going to California | Tiffany              | Episode: "A Little Hard in the Big Easy" |
| 2003      | The Lone Ranger     | Emily Landry         | TV movie                                 |
| 2005      | Sex, Love & Secrets | Rose                 | Main role, 8 episodes                    |
| 2006      | Surrender, Dorothy  | Maddy                | TV movie                                 |
| 2010      | Happy Town          | Henley Boone / Chloe | Main role, 8 episodes                    |
| 2011      | Human Target        | Angie Anderson       | Episode: "Kill Bob"                      |
| 2011      | Memphis Beat        | Kaylee Slater        | Episodes: "Identity Crisis", "The Feud"  |
| 2011–12   | Hawaii Five-0       | Lauren "Lori" Weston | Main role, 15 episodes                   |
| 2012–14   | Chicago Fire        | Leslie Shay          | Main role, 47 episodes                   |
| 2014      | Chicago P.D.        | Leslie Shay          | 2 episodes                               |
| 2016-2021 | Lucifer             | Chloe Decker         | Vai chính                                |

## Liên quan
1. 1 2  Andreeva, Nellie (ngày 16 tháng 9 năm 2014). “Fox Nabs DC Entertainment 'Lucifer' Drama From Tom Kapinos As Put Pilot”. Deadline. Truy cập ngày 16 tháng 9 năm 2014.
2. 1 2  Andreeva, Nellie (ngày 10 tháng 3 năm 2015). “Lauren German To Co-Star In 'Lucifer'”. Deadline. Truy cập ngày 14 tháng 5 năm 2015.
3. ↑  “Lauren Christine German, Born 11/29/1978, in Orange County, California”. California Birth Index. Truy cập ngày 7 tháng 2 năm 2016.
4. ↑  Bendix, Trish (ngày 25 tháng 7 năm 2015). “Lauren German on playing lesbian EMT Leslie Shay on "Chicago Fire"”. After Ellen. Truy cập ngày 2 tháng 2 năm 2016.
5. ↑  Collar, Cammila. “Lauren German Biography”. The New York Times. Truy cập ngày 8 tháng 2 năm 2016.
6. ↑  It's far from quiet on the set as film production roars to life
7. ↑  First Ever Image from Xavier Gens' 'The Divide'!
8. ↑  Casting News For Xavier Gans' The Divide
9. ↑  Goldman, Eric (ngày 9 tháng 5 năm 2015). “FOX ORDERS MINORITY REPORT AND DC COMICS' LUCIFER”. Truy cập ngày 9 tháng 5 năm 2015.